# Championnats d'Asie de boxe amateur 2004
Navigation
Édition précédente Édition suivante
La 22e édition des championnats d'Asie de boxe amateur s'est déroulée à Puerto Princesa, aux Philippines, du 11 au 18 janvier 2004.

## Résultats

### Podiums
| Catégories                  | Or                  | Argent            | Bronze                               |
| Poids mi-mouches (-48 kg)   | Nauman Karim        | Zou Shiming       | Kwak Hyok-ju Otabek Mamadjanov       |
| Poids mouches (-51 kg)      | Violito Payla       | Kim Ki-suk        | Somjit Jongjohor Tulashboy Doniyorov |
| Poids coqs (-54 kg)         | Bahodirjon Sultonov | Aybek Abdymomunov | Kim Won-il Almaz Assanov             |
| Poids plumes (-57 kg)       | Galib Dzhafarov     | Jo Seok-hwan      | Bekzod Khidirov B. Sabgerel          |
| Poids légers (-60 kg)       | Baik Jong-sub       | Asghar Ali Shah   | Kanat Orakbayev Pichai Sayotha       |
| Poids super-légers (-64 kg) | Romeo Brin          | Dilshod Mahmudov  | Ralik Pashev Reza Ghasemi            |
| Poids welters (-69 kg)      | Kim Jung-Joo        | Sherzod Husanov   | Naoki Hirata Basharmal Sultani       |
| Poids moyens (-75 kg)       | Gennadiy Golovkin   | Chris Camat       | Koji Sato Kymbatbek Ryskulov         |
| Poids mi-lourds (-81 kg)    | Beibut Shumenov     | Lei Yuping        | Taher Jabbari Nodir Gulanov          |
| Poids lourds (-91 kg)       | Naser Al-Shami      | Pavel Storozhuk   | Igor Alborov Ali Mazaheri            |
| Poids super-lourds (+91 kg) | Rustam Saidov       | Sergei Kharitonov | Zhang Zhilei Mukhtarkhan Dildabekov  |

### Tableau des médailles
| Place | Pays              | Médaille d'or, Asie | Médaille d'argent, Asie | Médaille de bronze, Asie | Total |
| ----- | ----------------- | ------------------- | ----------------------- | ------------------------ | ----- |
| 1     | Kazakhstan        | 3                   | 1                       | 3                        | 7     |
| 2     | Ouzbékistan       | 2                   | 2                       | 5                        | 9     |
| 3     | Corée du Sud      | 2                   | 2                       | 1                        | 5     |
| 4     | Philippines       | 2                   | 1                       | 0                        | 3     |
| 5     | Pakistan          | 1                   | 1                       | 0                        | 2     |
| 6     | Syrie             | 1                   | 0                       | 0                        | 1     |
| 7     | Chine             | 0                   | 2                       | 1                        | 3     |
| 8     | Kirghizistan      | 0                   | 1                       | 2                        | 3     |
| 9     | Tadjikistan       | 0                   | 1                       | 0                        | 1     |
| 10    | Iran              | 0                   | 0                       | 3                        | 3     |
| 11    | Japon             | 0                   | 0                       | 2                        | 2     |
| 11    | Thaïlande         | 0                   | 0                       | 2                        | 2     |
| 13    | Afghanistan       | 0                   | 0                       | 1                        | 1     |
| 13    | Mongolie          | 0                   | 0                       | 1                        | 1     |
| 13    | Corée du Nord     | 0                   | 0                       | 1                        | 1     |
| Total | 15 pays médaillés | 11                  | 11                      | 22                       | 44    |